# Spilogale angustifrons
Spilogale angustifrons är ett däggdjur i släktet fläckskunkar som förekommer i Centralamerika.
Utbredningsområdet sträcker sig från centrala Mexiko till Costa Rica. Habitatet utgörs av öppna skogar, buskmarker och klippiga regioner, arten förekommer även på jordbruksmark. Djuret lever främst i låglandet eller i kuperade områden.
Liksom andra fläckskunkar har arten en kroppslängd mellan 12 och 34 centimeter och en 9 till 22 centimeter lång yvig svans. Vikten går upp till 1 kilogram. Beträffande pälsfärgen liknar den Spilogale gracilis och även för fortplantningssättet antas vara liknande.
Spilogale angustifrons är aktiv på natten och vistas främst på marken men kan även klättra i träd. Födan utgörs av insekter och mindre ryggradsdjur samt av växtdelar.
Individerna dödas ibland genom skogsbränder eller när de blir överkörda i trafiken. Allmänt betraktas beståndet som säkrat och arten listas av IUCN som livskraftig (LC).